# 克努森扩散
克努森扩散（Knudsen diffusion）是一种系统的尺度相当或小于其中粒子的平均自由程时发生的一种扩散模式。比如在一个很长的细孔，孔径大约2-50 nm， 这时分子就会频繁地与孔壁发生碰撞。
考虑气体分子穿过非常小的毛细孔的扩散。如果孔的内径小于扩散分子的平均自由程并且该气体的密度较低，则气体分子与孔壁碰撞较与其他气体分子碰撞更加频繁。这一过程称作克努森流或克努森扩散。
克努森数可以较好地度量克努森扩散的相对重要性。如果克努森数远大于1，表明克努森扩散的效应较为明显。在实践中，克努森扩散仅应用于气体，因为液态分子的平均自由程非常小，绝大多数情况下都与分子自身的尺寸相当。
克努森扩散的扩散率可以由自扩散系数推知，后者由气体动力学理论导出:
{\displaystyle {D_{AA*}}={{\lambda u} \over {3}}={{\lambda } \over {3}}{\sqrt {{8RT} \over {\pi M_{A}}}}}
或对于混合物中物质j的扩散率
{\displaystyle D_{j}={\dfrac {8r_{a}}{3}}{\sqrt {\dfrac {RT}{2\pi M_{j}}}}}
对于克努森扩散，路程λ被孔直径代替，因为物种A现在更容易与孔壁而不是其他分子碰撞。因此，对于扩散物种A来说，扩散率就是
{\displaystyle {D_{KA}}={du \over {3}}={d \over {3}}{\sqrt {{8RT} \over {\pi M_{A}}}},}
是普适气体常数（国际单位制下为8.3144J/(mol·K)），相对分子质量{\displaystyle M_{A}}以kg/mol为单位，温度T的单位为K。故克努森扩散率{\displaystyle D_{K}A}取决于孔径，物种分子量和温度。
一般来说，克努森过程只有在低温和小孔径的时候才明显。然而，可能在某些情况下克努森扩散和分子扩散{\displaystyle D_{A}B}同等重要。这样，物种A的有效扩散率是A与B两者的混合，{\displaystyle D_{A}e}由下式定义：
{\displaystyle {1 \over D_{Ae}}={1-\alpha y_{A} \over D_{AB}}+{1 \over D_{KA}}}
其中.{\displaystyle \alpha =1+{N_{B} \over N_{A}}}
对于α=0（{\displaystyle N_{A}=-N_{B}}）或{\displaystyle y_{A}}接近于0的情况，方程退化为
{\displaystyle {1 \over D_{Ae}}={1 \over D_{AB}}+{1 \over D_{KA}}}

## 克努森自扩散
在克努森扩散的讨论范围内，分子相互之间不发生作用，所以它们在孔道表面的点与点之间是以直线轨迹运动的。自扩散是对单个分子输运流动性的一种量度。在 热力学条件下，单个分子是特定标记的，并且其轨迹可长时间追踪。如果运动是扩散的，并且是处在一种没有长程相关性的介质中，那么该分子从原位置的平方位移将会随着时间最终线性增长（根据爱因斯坦方程）。为了减少模拟过程中的统计误差，一种物种的自扩散被定义为由爱因斯坦方程对于足够多的N个分子平均而来的系综。
1. ↑  Welty, James R. .  5th ed. Danver, MA: Wiley https://www.worldcat.org/oclc/154699430. 2008. ISBN 978-0-470-12868-8. OCLC 154699430. 缺少或|title=为空 (帮助)